# Biserica evanghelică din Turnișor
Biserica evanghelică din Turnișor este un lăcaș de cult al Bisericii Evanghelice de Confesiune Augustană, monument istoric și de arhitectură situat în cartierul Turnișor (în germană Neppendorf) al Municipiului Sibiu. Edificiul a fost construit în secolul al XIII-lea și modificat în secolul al XIX-lea. Biserica se află situată pe Str. Eduard Albert Bieltz (fostă C.A.P. Zorile) Nr. 62. 
Ansamblul bisericii evanghelice Turnișor a fost inclus pe Lista monumentelor istorice din județul Sibiu din anul 2015, având codul de clasificare  SB-II-a-B-12065 și fiind format din două obiective: 
- Biserica evanghelică - datează din sec. XIII, cu modificări în 1782, și are codul SB-II-m-B-12065.01
- Casa parohială evanghelică - datează din sec. XVI, cu modificări în sec. XVIII-XIX, și are codul SB-II-m-B-12065.02

## Istoric

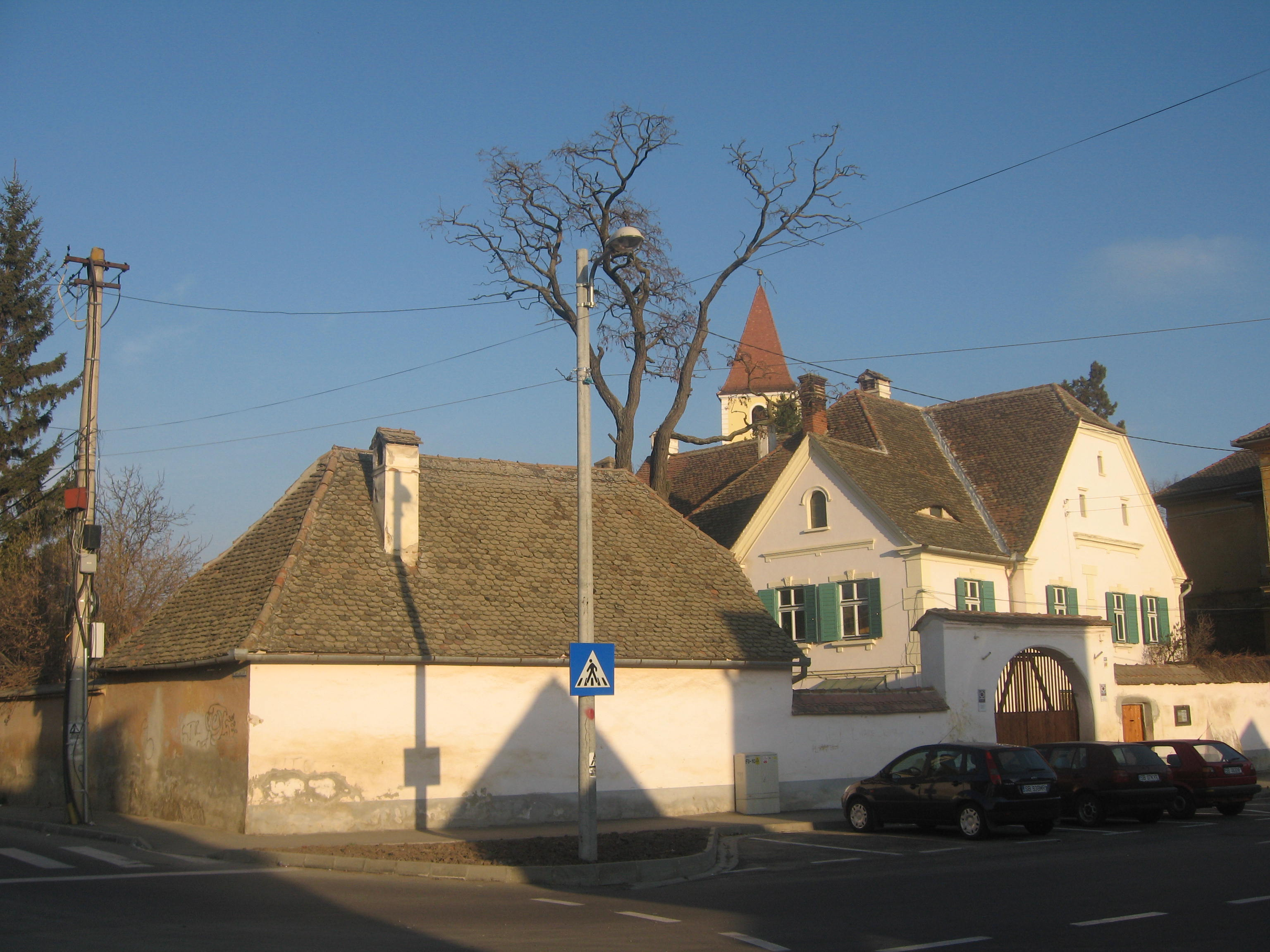
Biserica evanghelică din Turnișor - vârful turlei

Cartierul Turnișor este amplasat în partea de vest a Municipiului Sibiu, la nord-vest de râul Cibin. A fost întemeiat de sași, fiind o lungă perioadă comună de sine stătătoare. Prima sa atestare documentară este din anul 1327. Localitatea a purtat denumirea de Neppendorf. După cel de-al doilea război mondial satul Turnișor a fost înglobat în Municipiul Sibiu, în partea de vest a acestuia (la ieșirea spre Aeroportul Sibiu). În anii 1980 autoritățile comuniste au demolat o mare parte a caselor săsești aflate de-a lungul Șoselei Alba Iulia, până la intersecția cu străzile Calea Turnișorului și Eduard Albert Bieltz, construind în locul lor blocuri din materiale prefabricate. 

## Biserica
Biserica evanghelică din Turnișor a fost construită din piatră în secolul al XIII-lea, ca o bazilică romanică. Ea a fost transformată radical în secolul al XVIII-lea, înlăturându-i-se navele laterale și adăugându-i-se actualul turn deasupra corului.
În prezent, din construcția inițială se mai păstrează doar absida și corul, precum și partea răsăriteană a colateralei din sud, inclusiv absidiola.

## Fortificația
Biserica a fost împrejmuită odinioară cu un zid sub formă neregulată, datat undeva în secolul al XIII-lea sau secolul al XIV-lea. În ziua de astăzi urmele incintei sunt puțin vizibile. 

## Arhitectură
Biserica a fost construită inițial din piatră. Spre deosebire de nava centrală, adaosurile mai recente printre care și turnul de peste cor sunt zidite din cărămidă. 